# Xylocopa nigrotarsata
Xylocopa nigrotarsata är en biart som beskrevs av Maa 1938. Xylocopa nigrotarsata ingår i släktet snickarbin, och familjen långtungebin. Inga underarter finns listade i Catalogue of Life.